# Сешчоара
Сешчоара (рум. Sășcioara) — село у повіті Вилча в Румунії. Входить до складу комуни Зетрень.
Село розташоване на відстані 180 км на захід від Бухареста, 52 км на південний захід від Римніку-Вилчі, 53 км на північ від Крайови.

## Населення
За даними перепису населення 2002 року у селі проживали 607 осіб, з них 606 осіб (99,8%) румунів. Усі жителі села рідною мовою назвали румунську.